# Partido judicial de Villadiego
El Partido de Villadiego (fue un partido judicial de la provincia de Burgos) es una comarca de la provincia de Burgos en la comunidad autónoma de Castilla y León, España. Se sitúa al noroeste de la provincia y está recorrida de norte a sur por el río Odra. 

## Geografía
La Peña Amaya al norte y el río Pisuerga definen este antiguo partido judicial, uno de los doce en que tradicionalmente, hasta su despoblación, estaba dividida la provincia. Su capital es Villadiego. En esta época el Pisuerga no era límite ya que algunas localidades
palentinas se situaban el la margen izquierda, Castrillo de Riopisuerga o Palacios de Riopisuerga y otras entonces burgalesas en la margen derecha. Resulta curioso como al sumar la actual población la mayoría pertenece a la actual provincia de Palencia.

## Historia
Uno de los catorce partidos que formaban la Intendencia de Burgos, durante el periodo comprendido entre 1785 y 1833, en el Censo de Floridablanca de 1787

### Pueblos solos
Comprendía 4 villas, 5 lugares, 3 granjas, 1 venta y 1 despoblado, que pertenecen a los municipios burgaleses de Castrillo de Riopisuerga, Las Hormazas, Rezmondo, Sotresgudo y a los palentinos de Alar del Rey (2), Herrera de Pisuerga (2) y Páramo de Boedo.

### Villas
- Herrera de Riopisuerga, de señorío.
- Nogales, de señorío.
- Rezmondo, de abadengo.
- Salazar junto a Amaya, de señorío.

### Lugares
- Espinosa de San Bartolomé, de señorío.
- Hinojar de Riopisuerga, de señorío.
- Rebolledillo, de señorío.
- Ventosa, de señorío.
- Villaneceriel, de señorío.

### Granjas
- Alar de abadengo.
- Roba, de abadengo, Monasterio de San Miguel de Treviño.
- Santibáñez, de abadengo, Monasterio de San Miguel de Treviño.

### Ventas
- Treviño, de abadengo, Monasterio de San Miguel de Treviño.

### Despoblados
- Torcipera, de señorío, granja de Villadiego.

También formaba parte la Jurisdicción de Villadiego, de señorío siendo su titular el Duque de Frías, con la villa de Villadiego, 10 lugares y un barrio, y las ocho cuadrillas a saber: 
- Cuadrilla de Amaya, con 8 lugares, una venta y 1 barrio;
- Cuadrilla de Cañizal, con 6 lugares;
- Cuadrilla del Condado de Treviño, con 14 lugares y una venta;
- Cuadrilla de Odra, con 6 lugares;
- Cuadrilla de Olmos, una villa y 8 lugares;
- Cuadrilla del Tozo, con 13 lugares y una venta;
- Cuadrilla de Sandoval, con una villa y 5 lugares;
- Cuadrilla de Valdelucio, con 16 lugares.

### Demografía
En el año 2006 contaba, el apartado de pueblos solos, con 3.875 habitantes, correspondiendo 3.758 a la actual provincia de Palencia y los restantes 117 a la de Burgos. Por municipios, 2.526 corresponden a Herrera, 1.217 a Alar, 15 a Páramo; mientras que en la actual provincia de Burgos 53 corresponden a Sotragero, 40 a Castrillo, 23 a Rezmondo y 1 a Las Hormazas.
El conjunto del partido contaba en 2006 con 7.877 habitantes, correspondiendo 4.004 a la actual provincia de Palencia y los restantes 3.873 a la de Burgos, conforme al siguiente detalle:

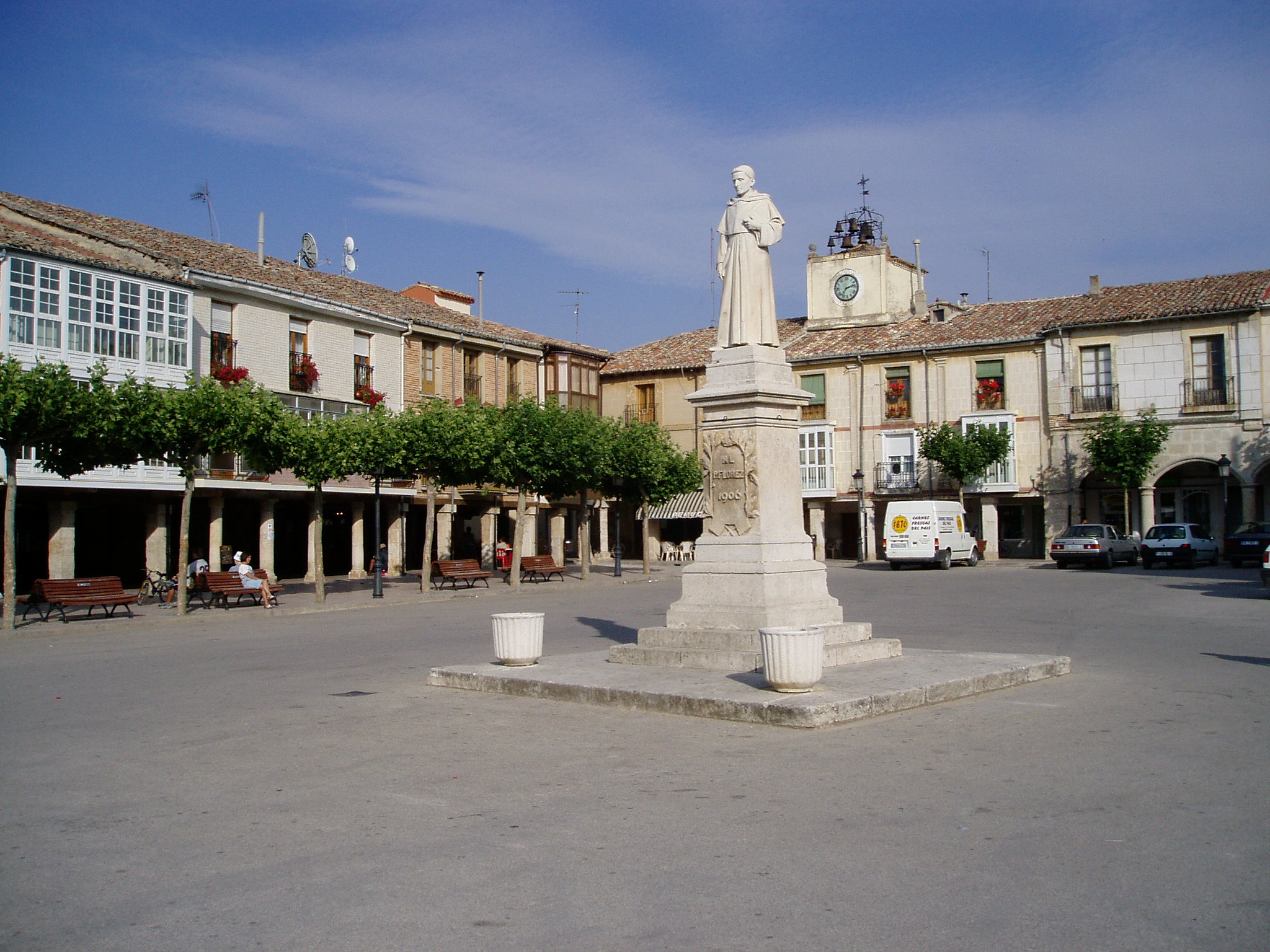
Padre Florez - Plaza Mayor - Villadiego

| #  | Subdivisión                | Palencia | Burgos | Suma  |
| -- | -------------------------- | -------- | ------ | ----- |
| 1  | Pueblos solos              | 3.758    | 117    | 3.875 |
| 2  | Jurisdicción de Villadiego | 0        | 1.350  | 1.350 |
| 3  | Cuadrilla de Amaya         | 115      | 234    | 349   |
| 4  | Cuadrilla de Cañizal       | 0        | 249    | 249   |
| 5  | Cuadrilla del Condado      | 0        | 249    | 249   |
| 6  | Cuadrilla de Odra          | 0        | 360    | 360   |
| 7  | Cuadrilla de Olmos         | 0        | 202    | 202   |
| 8  | Cuadrilla del Tozo         | 0        | 593    | 593   |
| 9  | Cuadrilla de Sandoval      | 0        | 199    | 199   |
| 10 | Cuadrilla de Valdelucio    | 0        | 451    | 451   |
|    | Partido de Villadiego      | 4.004    | 3.873  | 7.877 |

## Partido Judicial
A la caída del Antiguo Régimen se constituye los ayuntamientos constitucionales, que se agrupan en partidos judiciales,[cita requerida] estando formado por 96 pueblos  y 80 municipios, con una población de 7.396 habitantes. De los 25 pueblos citados,[cita requerida] cinco estaban fuera de la provincia, a saber: Mave, Nogales de Pisuerga y Pozancos de la provincia de Palencia; Castrillo de Valdelomar y San Cristóbal de Valdelomar de la provincia de Santander, qyedando así reducidos los anevos a 20.

### Valle de Valdelucio
De estos 20 nada menos que 12, a saber: Barrio-Lucio, Corralejo, 
Escuderos, Fuencaliente, Llanillo, Mundilla, Paúl, Pedrosa de Arcellares, Renedo, Solanas, Villaescobedo y La Riba, eran anejos de Quintanas de Valdelucio, formando las 13 entidades del Valle de Valdelucio

### Restantes lugares
Alar del Rey era un anejo de San Quirce de Riopisuerga, que antes de 1858 se convertiría en ayuntamiento constitucional y posteriormente pasaría a la provincia de Palencia, concretamente al municipio de Nogales de Pisuerga; Peones de Amaya, era anejo de Amaya; La Rebolleda anejo de Rebolledo de la Torre y Villamorón anejo de Villegas.

### Paulatina reducción del número de municipios
Antes de 1858 quedan suprimidos más de la mitad de sus municipios, hasta 42 de 80; en los 38 restantes quedaban 16.369 habitantes, correspondiendo 1.072 a la cabeza de partido. Los municipios suprimidos figuran el la siguiente relación:
| # | Ayuntamiento          | habitantes | Se agrega a              | Municipio actual      |
| - | --------------------- | ---------- | ------------------------ | --------------------- |
| 1 | Albacastro            | 110        | Rebolledo de la Torre    | Rebolledo de la Torre |
| 2 | Arcellares            | 81         | Basconcillos del Tozo    | Basconcillos del Tozo |
| 3 | Barrio de San Felices | 141        | Quintanilla de Riofresno | Sotresgudo            |
| 4 | Barrio Panizares      | 159        | Basconcillos del Tozo    | Basconcillos del Tozo |
| 5 | Boada                 | 138        | Villanueva de Puerta     | Villadiego            |

### Abreviaturas

#### Autoridad
A. Alcalde; AM, Alcalde Mayor; AO, Alcalde Ordinario; AP, Alcalde Pedáneo; C, Corregidor; C.AN, Corregidor y alcalde Mayor; G, Gobernador; G.AM, Gobernador y alcalde Mayor; JO, Juez Ordinario; RP, Regidor Pedáneo.

#### Jurisdicción
OM. Órdenes Militares; R, Realengo; S, Señorío; SE, Señorío Eclesiástico (Abadengo); SS, Señorío Secular.

## Lugares
- Datos: Q6065047